# Chlorocypha bamptoni
Chlorocypha bamptoni (лат.) — вид стрекоз из семейства Chlorocyphidae. Африка: Ангола. Рассматривается МСОП в статусе Виды, близкие к уязвимому положению.

## Описание
Среднего размера металлически блестящие стрекозы. Их места обитания это в основном реки, но также и ручьи, в открытых ландшафтах. В основном с гравийным дном и, вероятно, часто с затопленными корнями, мёртвыми стволами или ветвями и/или крупным детритом. Зарегистрирован на высоте около 2200 м над уровнем моря.